# 2000 في جمهورية أيرلندا
فيما يلي قوائم الأحداث التي وقعت خلال عام 2000 في جمهورية أيرلندا.

## سياسة

### تعيين في المنصب
- 27 يناير – بريان كوين وزير الخارجية والتجارة [الإنجليزية]‏.

### انتهاء فترة المنصب
- 27 يناير – بريان كوين وزير الصحة [الإنجليزية]‏.

## أفلام
من الأفلام التي صدرت هذه السنة في جمهورية أيرلندا:
- 28 يناير – عن آدم من إخراج جيرارد ستمبريدج.[1]

## مواليد

### أكتوبر
- 16 أكتوبر – ديفيد رال ممثل أيرلندي.

## وفيات

### أغسطس
- 8 أغسطس – كاثرين بتلر (مواليد 1914)